# Théorie du matelas d'eau
La théorie du matelas d'eau (en anglais, Waterbed theory) est l'observation, décrite par Larry Wall que quelques systèmes ont une complexité minimale, et que tenter de réduire cette complexité à un endroit ne fera que l'augmenter à un autre endroit.
Ce comportement est assimilé à celui d'un matelas d'eau sur lequel lorsque l'on fait pression à un endroit, l'eau se répartit sur le reste du matelas, parce que l'eau est incompressible.
La théorie du matelas d'eau a été citée comme partie significative de la philosophie de design du Perl 6.

## Exemples
- Les langages informatiques : plus le langage est de haut niveau (donc agréable pour le développeur), plus le compilateur/interpréteur est complexe.
- Les boites de vitesses automatiques, qui enlèvent de la complexité au conducteur pour l'ajouter à la voiture.